# Берсальеры
Берсалье́ры (итал. Bersaglieri, от berságlio — «мишень») — стрелки́ в итальянской армии, особый род войск, высокомобильные пехотные части.
Впервые введены в 1836 году в сардинской армии по настоянию будущего генерала Алессандро Ферреро делла Мармора. Соответствовали стрелковым частям Русской императорской армии.

## История

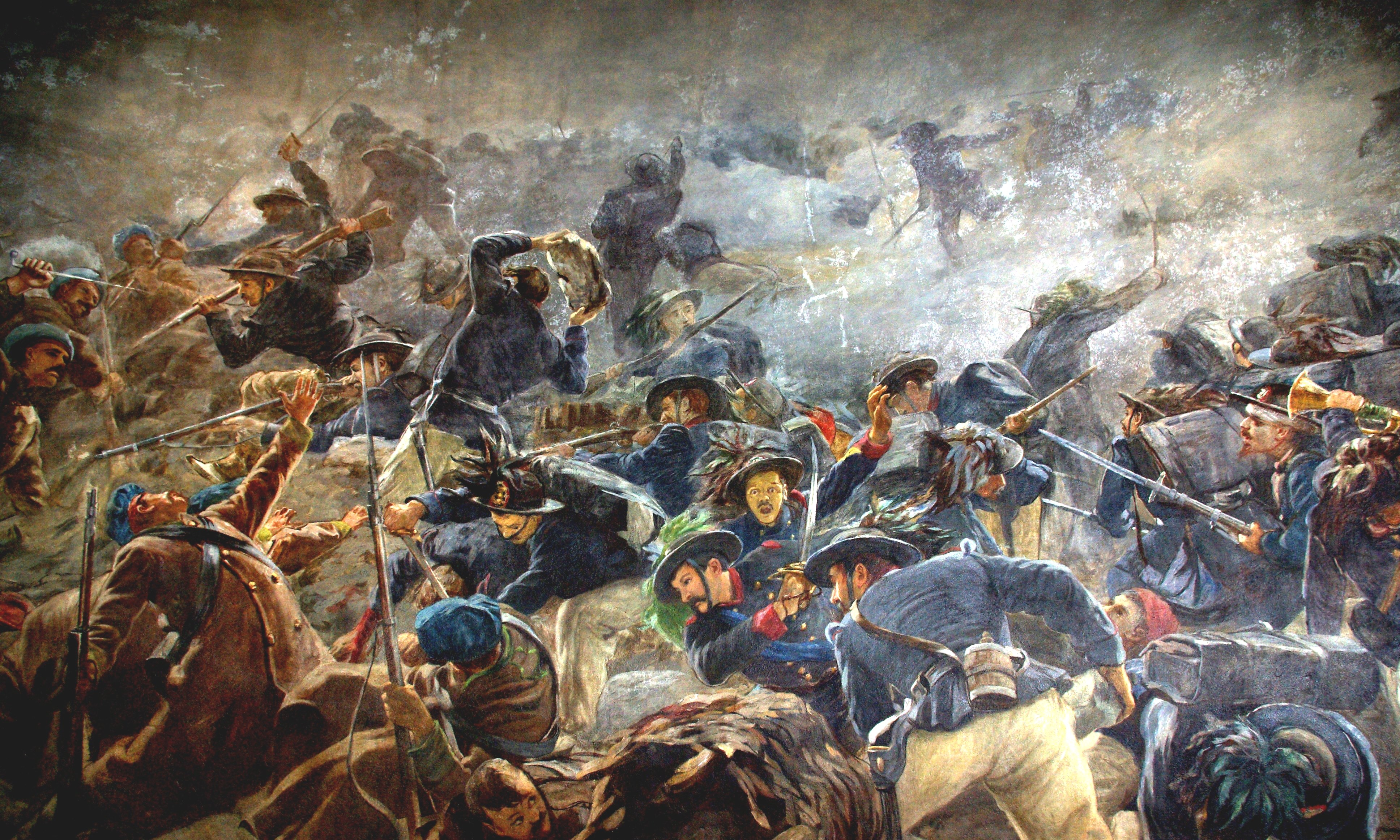
Берсальеры в бою у Чёрной речки, 1855 год.
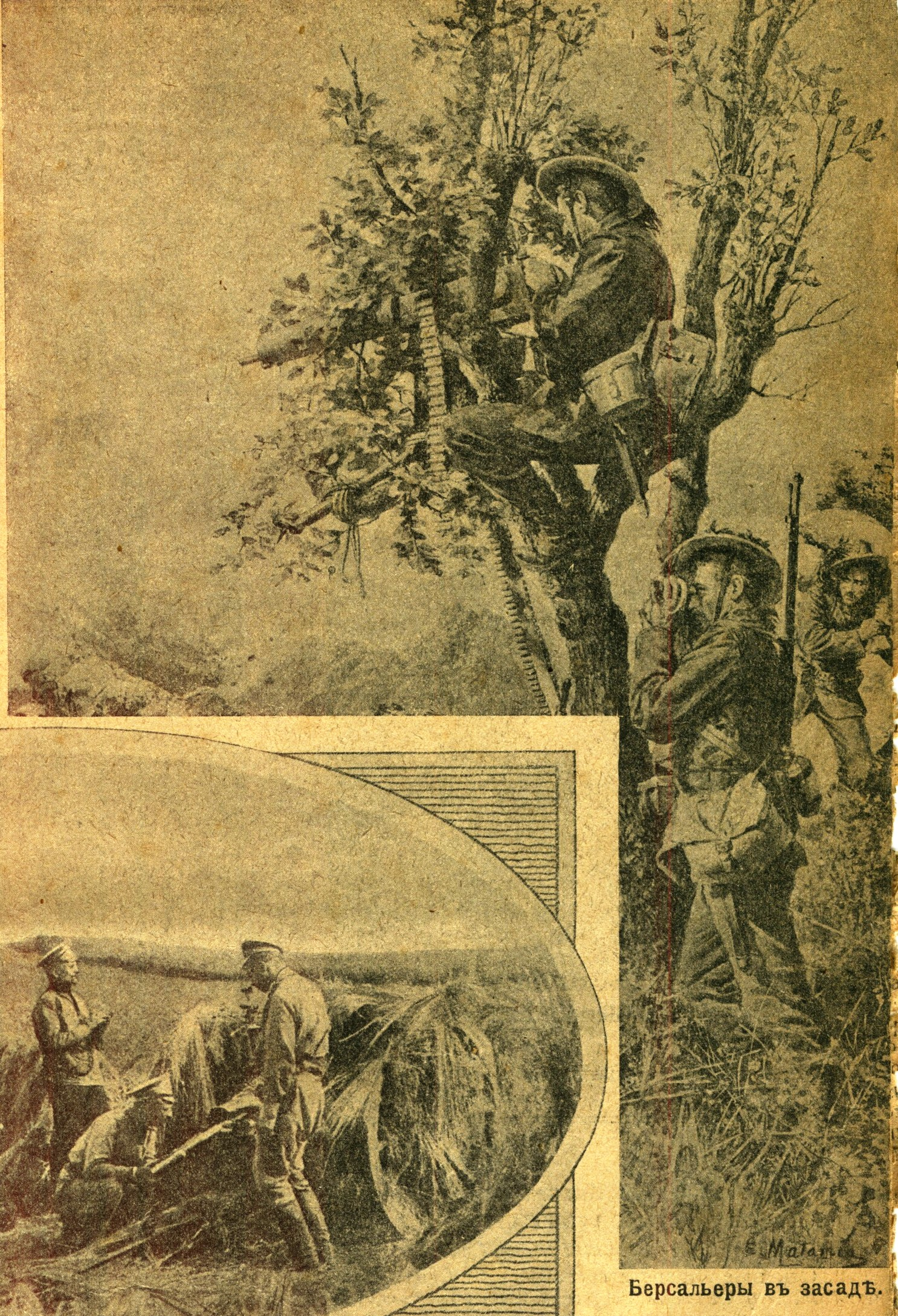
Берсальеры ПМВ в засаде, журнал «Природа и люди» (иллюстрированный журнал науки, искусства и литературы) № 51, 1915 год, хорошо видна форма, ниже русские артиллеристы.
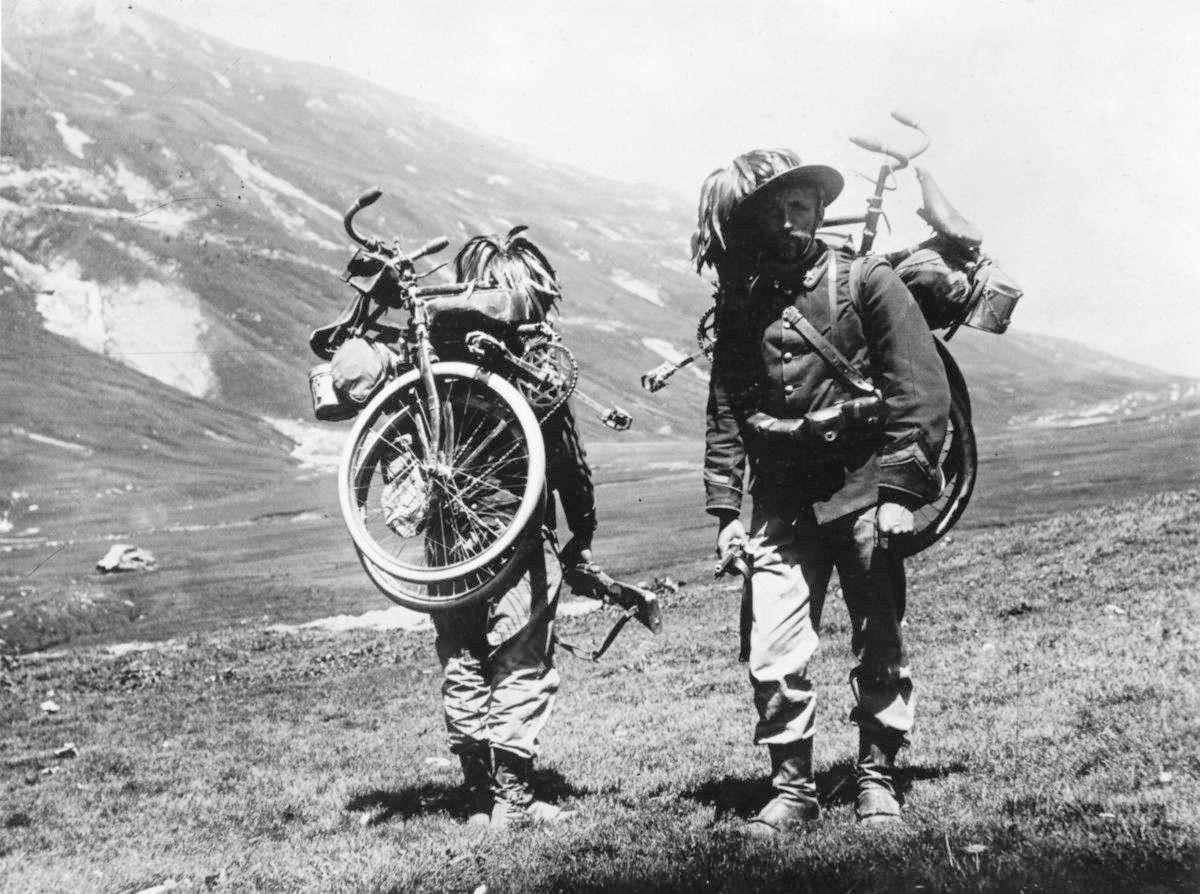
Берсальеры-самокатчики, 1917 год.
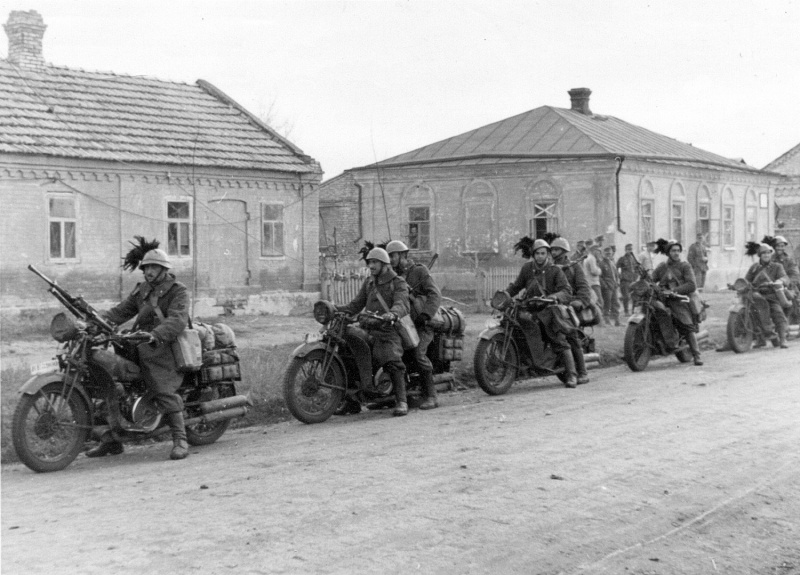
Берсальеры-мотоциклисты в пригороде Сталино, СССР, 1941 год.
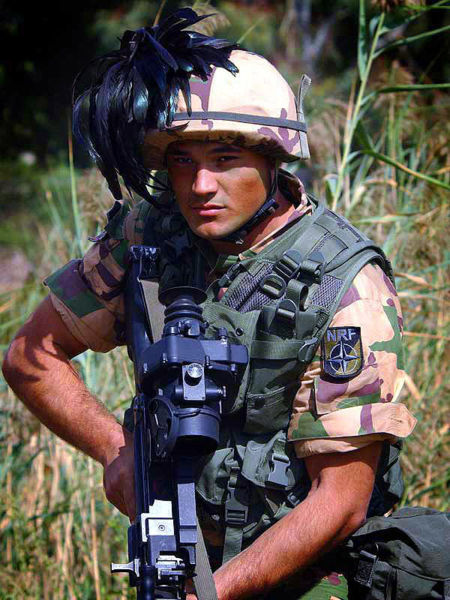
Берсальер в силах реагирования НАТО.

Далёкими предшественниками берсальеров были наёмные пехотинцы-берзигелы, набиравшиеся Венецианской республикой в Апулии и Романье во время Войны Камбрейской лиги (1508-1518), являвшейся частью Итальянских войн.
В 1820-х годах капитан Алессандро Ла Мармора, командир лейб-гвардейской гренадерской бригады активно занимался военными исследованиями в области реформирования пехоты, изучал иностранный опыт военного строительства и вооружение. Своей задачей он видел создание полка легковооружённых стрелков, что увеличивало их манёвренность и позволяло решать военные задачи в труднодоступной горной и лесной местности своего государства. Вся работа по подготовке к созданию такого полка велась им за свой счёт.
План по организации нового полка в армии Сардинского королевства был готов в 1828 году. Однако из-за бюрократических проволочек лишь в январе 1831 года с ним познакомился министр армии и флота Маттео Анье де Женей. И только 18 июня 1836 года указом Карла Альберта, короля Сардинии, был учреждён новый корпус стрелков-берсальеров, а Алессандро Ла Мармора был назначен командующим этим корпусом. В другом источнике указано что это был 1846 год, когда были сформированы первые две роты берсальеров из отборных стрелков; вскоре они были дополнены ещё двумя ротами. А. Ла Мармора лично занимался подготовкой своих подчинённых. В 1839 и 1843 годах корпус был увеличен.
Корпус берсальеров, под командованием графа генерала Александро Ла Мармора, был послан в Крым, для осады и захвата Севастополя и Крыма, где его командир умер от холеры.
15 марта 1898 года — день создания первых регулярных велосипедных частей в итальянской армии и ими были берсальеры. Армейские велосипедисты первыми появились в рядах берсальеров благодаря усилиям молодого офицера, лейтенанта Луиджи Камилло Натали. В 1911 году в частях берсальеров лейтенантом Натали и будущим велосипедным фабрикантом Эдоардо Бьянки был изобретен первый итальянский складной (армейский) велосипед.
Берсальеры также играли значимую роль во время Ихэтуаньского (или Боксёрского) восстания в Китае, когда китайские боксёры вместе с толпой мятежников осадили в Пекине Посольский квартал, где держались интернациональные части 11 государств - для их вызволения была сформирована коалиция из 8 держав, которые отправили туда совместный экспедиционный корпус, среди которых были и Берсальеры, отличившиеся при боях в Тяньцзине, Таку и наконец в числе других войск прорвавшие осаду в Пекине Посольского квартала.
В Первой мировой войне на стороне Антанты из 210 000 берсальеров 35 000 было убито, 50 000 было ранено. Особо отличились берсальерские полки в составе английского экспедиционного корпуса, защищавшие Иерусалим и окрестности.
Во Второй мировой войне берсальеры участвовали в боях на стороне гитлеровской Германии в северной Африке и на Восточном фронте (практически уничтожены под Сталинградом).
После выхода Италии из войны в 1943 году среди берсальеров произошёл раскол: одни части берсальеров остались верны королевскому правительству и воевали вместе с союзниками против немцев и формирований марионеточной Республики Сало. В свою очередь, из частей берсальеров, поддержавших фашистский режим Республики Сало и вошедших в состав Национальной республиканской армии была сформирована 1-я берсальерская дивизия «Италия», которая принимала участие в совместных с немцами боевых действиях против союзников, итальянских партизан и королевской армии.
В настоящее время берсальеры появляются на парадах и торжественных маршах в сопровождении собственных оркестров.

## Формирования

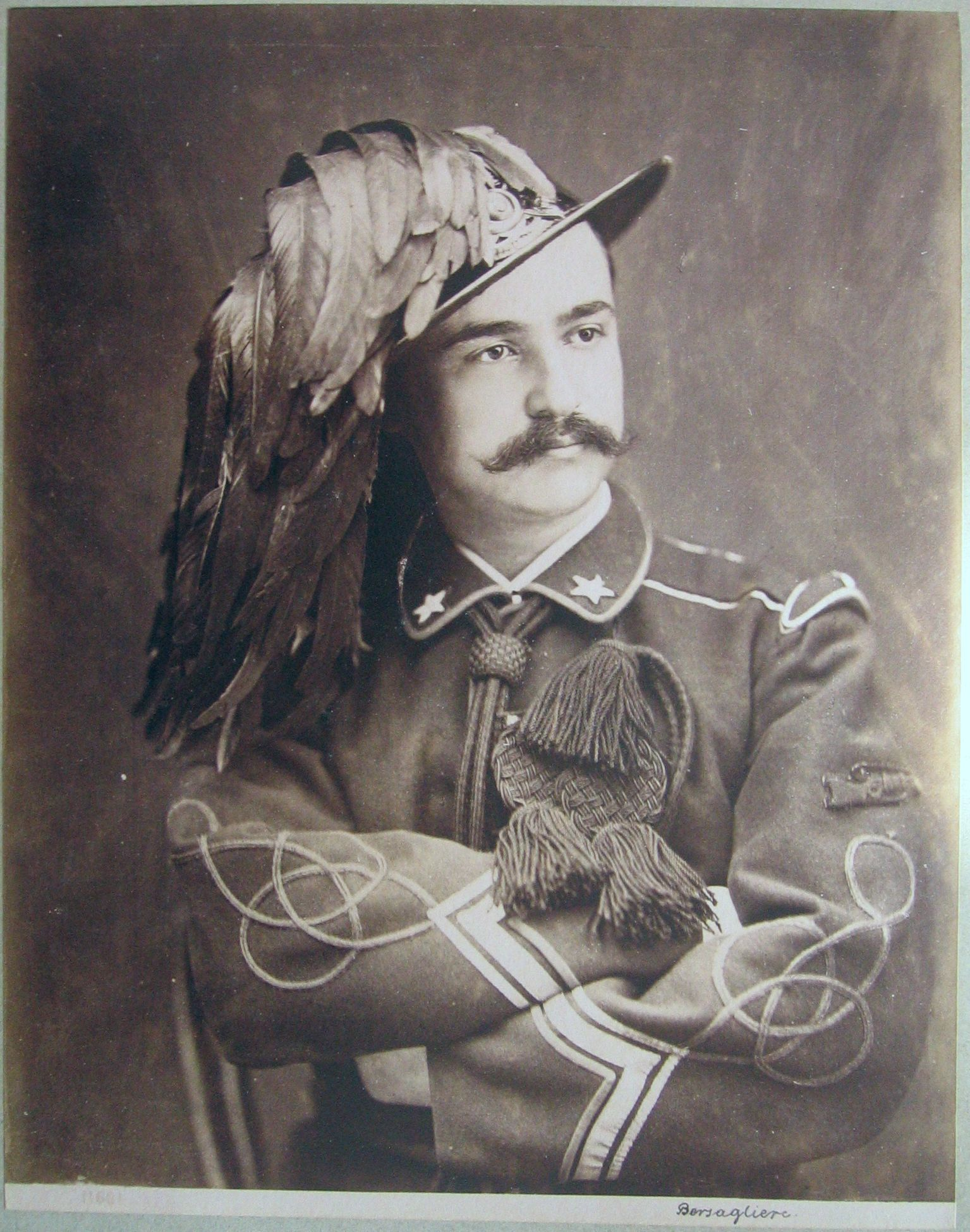
Фото берсальера, 1860-е гг.

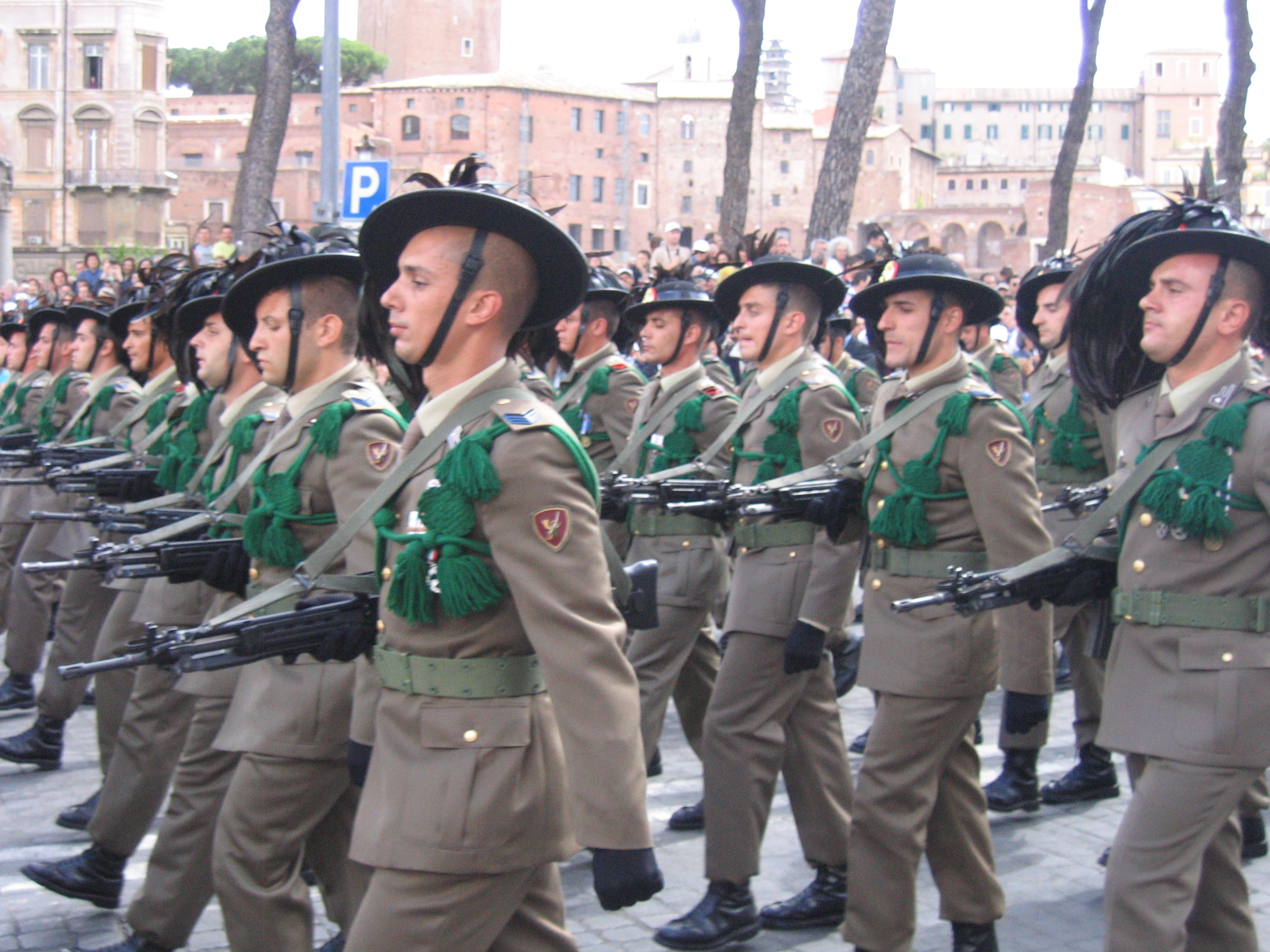
Личный состав 8-го полка берсальеров на параде 2 июня 2007 года.

В 1852 году насчитывалось 10 батальонов стрелков-берсальеров. С образованием Итальянского королевства число полков берсальеров было доведено до 7, по 6 батальонов 4-ротного состава в каждом, а по закону королевства от 1873 года число стрелковых частей определено в 10 полков (по 4 батальона каждый) с общей численностью 16 900 человек личного состава в мирное и 32 641 человек — в военное время.
По состоянию на 2019 год в армии Италии действуют следующие части:
- 1-й полк берсальеров[англ.] (Козенца), в составе бригады берсальеров «Гарибальди»[англ.]
  - 1-й батальон «Ла Мармора» (итал. La Marmora), оснащён БМП «Дардо»
- 3-й полк берсальеров[англ.] (Теулада), в составе механизированной бригады «Сассари»[англ.]
  - 18-й батальон «Поджо Сканно» (итал. Poggio Scanno), оснащён БМП «Фреччиа»
- 4-й отряд командования и тактической поддержки[англ.] (Казерта), в составе бригады берсальеров «Гарибальди»[англ.]
- 6-й полк берсальеров[англ.] (Трапани), в составе механизированной бригады «Аоста»[англ.]
  - 6-й батальон «Палестро» (итал. Palestro), оснащён БМП «Фреччиа»
- 7-й полк берсальеров[англ.] (Альтамура), в составе механизированной бригады «Пинероло»[англ.]
  - 10-й батальон «Беццекка» (итал. Bezzecca), оснащён БМП «Фреччиа»
- 8-й полк берсальеров[англ.] (Казерта), в составе бригады берсальеров «Гарибальди»[англ.]
  - 3-й батальон «Чёрная» (итал. Cernaia), оснащён БМП «Дардо»
- 11-й полк берсальеров[англ.] (Орченико-Супериоре, коммуна Дзоппола), в составе 132-й танковой бригады «Ариете»
  - 11-й батальон «Капрера» (итал. Caprera), оснащён БМП «Дардо»
- 2-я рота берсальеров «Пантере» (итал. Pantere, Теулада), в составе 1-го танкового полка[англ.]
- 3-я рота берсальеров «Челере» (итал. Celere, Сольбьяте-Олона), в составе полка тактической и логистической поддержки при бригаде поддержки NRDC-ITA[англ.]

По традиции, на парадах берсальеры не шагают, а бегут в ногу под быстрый марш Flik Flok, высоко поднимая стопу после толчка. Медные духовые оркестры (фанфары) берсальерских полков, которые исполняют маршевую музыку на таком бегу, являются национальной итальянской гордостью. Берсальерские бегущие духовые оркестры имеют только 1-й, 6-й и 7-й полки.

## Форма одежды

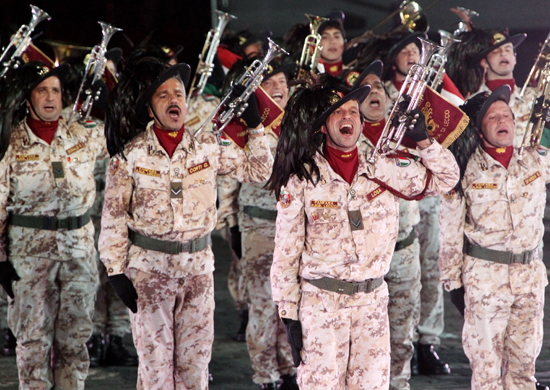
Берсальеры на фестивале «Спасская башня» в 2011 году

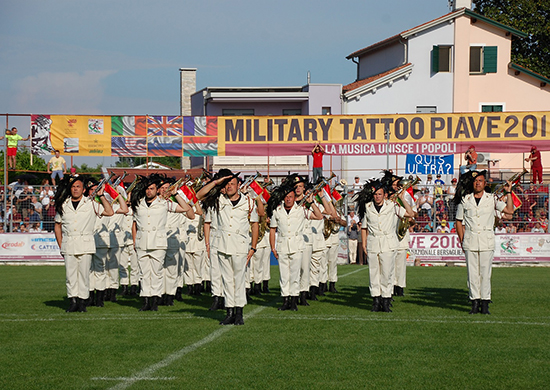
Берсальеры на фестивале «Спасская башня» в 2018 году

Ранее обмундирование стрелков отличалось от обмундирования прочей итальянской пехоты и состояло (парадное) из:
- чёрного короткого мундира;
- длинных штанов;
- малинового приклада;
- золотого прибора;
- круглой чёрной шляпы с широкими плоскими краями и большим пуком тёмно-зелёных петушиных перьев, в другом источнике указано что рядовые носят тёмно-синие мундиры с красными петлицами и широкополые войлочные шляпы с султаном.

Походное обмундирование — на головном уборе серый чехол, мундир и штаны из серо-зелёного сукна (защитного цвета), шнурованные сапоги.
Одна из особенностей формы берсальеров — характерная шляпа с боковым султаном из перьев глухаря или фазана (так называемая «вайра»), как элемент парадной формы. Такие перья входят и в современную полевую форму, крепясь сбоку на шлем. Оригинальный хвост из перьев на шляпе ранее предназначался для защиты шеи солдата от сабельного удара. Шляпы-вайры украшены золотыми кокардами, эксклюзивными для итальянской армии, как знак признания элитности данных войск. Вайра носится особым образом, набекрень, чтобы полностью закрыть мочку правого уха. Второй характерный форменный убор берсальеров — бордовый колпак-феска с синей кисточкой на шнурке: в 1855 году во время Крымской войны марокканские зуавы из французского экспедиционного корпуса подарили сардинским берсальерам свои головные уборы в знак признания их храбрости, проявленной в сражении на Чёрной реке около Севастополя 4 августа 1855 года. Офицеры носят и береты с маленькими перьевыми венчиками и с серебряными кокардами с современной стилизованной эмблемой берсальеров.
Парадные перчатки берсальеров — чёрные, в отличие от всех других частей итальянской армии.

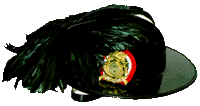
Шляпа с плюмажем.
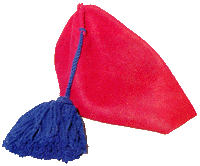
Бордовый колпак — феска.
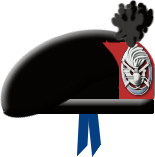
Берет.
Петлица на кирасирский мундир — колет.

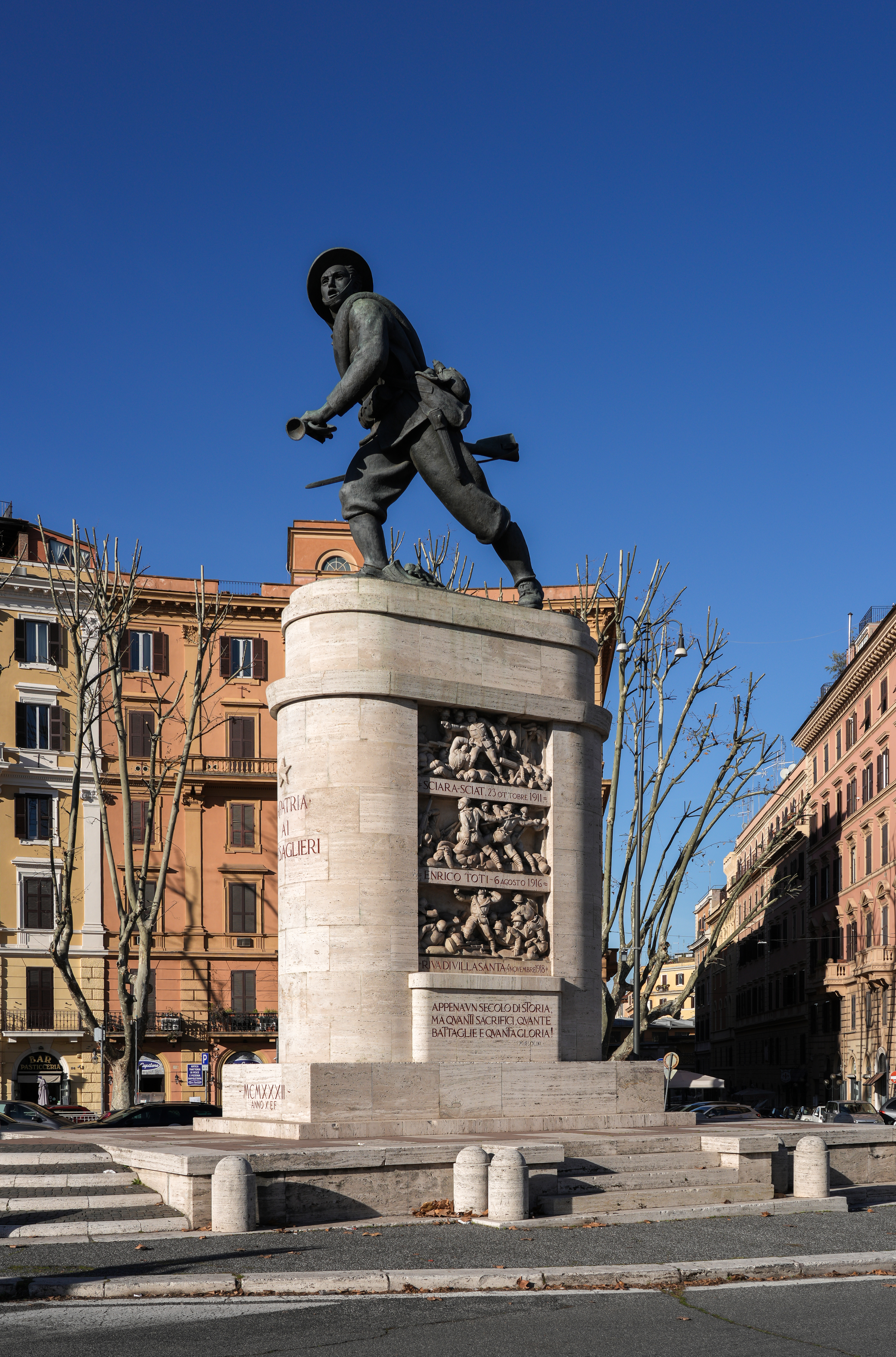
Памятник берсальерам в Риме

Петлица на кирасирский мундир — колет.

## Памятники берсальерам
Памятник берсальерам был установлен в 1932 году по указанию Бенито Муссолини, активно способствовавшего усилению в широких слоях населения патриотических настроений (Муссолини сам в 1915—1917 годах воевал в берсальерском полку). Памятник установлен около римских ворот, ныне называемых Порта Пиа, через пролом возле которых 20 сентября 1870 года берсальеры с боем вошли в город. Это был последний бой, победоносно закончивший движение за объединение Италии — Рисорджименто.
Памятник берсальерам есть также в Павии, в сквере напротив замка Висконти.
В Виченце, на берегу реки рядом с античным театром стоит ещё один монумент берсальерам.

## В искусстве
- Во время Первой мировой войны среди сербов была популярна шуточная загадка про берсальеров, высмеивавшая их униформу и низкий боевой дух итальянской армии в целом: «Носит перья, но не птица. Носит ружьё, но не солдат. Трусливый, но не заяц» (серб. Перо има, тица није… Пушку носи, војник није… Плашљив јест, зец није…). В частности, она упоминается в рассказе «На пороге жизни» (серб. На ивици живота) Стевана Яковлевича[11].
- В 1968 году в Советском Союзе была дублирована и выпущена на широкий экран итальянская музыкальная комедия «Женщины и берсальеры[итал.]».
- В 1980 году режиссёром Луиджи Маньи была снята историческая драма «Берсальеры идут!» (Arrivano i bersaglieri), посвященная участию берсальеров в Рисорджименто и взятии Рима 20 сентября 1870 года.